# 日本三大都市
日本三大都市（にほんさんだいとし、にっぽんさんだいとし）とは、日本の都市の中で代表的な3つの大都市の総称。以下、三大都市と略す。

## 概要
現代では、一般に東京都区部、大阪府大阪市、愛知県名古屋市を指す。三大都市を合わせた東名阪（とうめいはん）という略称も用いられる。
| 定義                 | 該当する都市 | 該当する都市 | 該当する都市 | 該当する都市 |
| 定義                 | 東京         | 横浜         | 大阪         | 名古屋       |
| -------------------- | ------------ | ------------ | ------------ | ------------ |
| 三大都市圏           | 首都圏       | 首都圏       | 近畿圏       | 中京圏       |
| 三大都市圏の中心都市 | 東京都区部   | -            | 大阪市       | 名古屋市     |
| 人口の多い都市       | 東京都区部   | 横浜市       | 大阪市       | -            |

### 六大都市（明治末 - 大正期）
1908年（明治41年）4月1日には、三市（東京市、大阪市、京都市）と名古屋市、計4市に大都市制度が導入されることとなった。大正時代になると、開港五港のうちの神戸市や横浜市も京都市と人口で遜色なくなり、「三市」という枠の意味がなくなった。そのため、1922年（大正11年）3月30日には「六大都市行政監督ニ関スル法律」が施行され、『東京市、京都市、大阪市、横濱市、神戸市及名古屋市』が六大都市とされた（記載順は上記法律の原文通り）。国勢調査が開始した1920年（大正9年）10月1日には、神戸市の人口が京都市の人口を上回り、人口順は、東京市・大阪市・神戸市・京都市・名古屋市・横浜市となった。

### 関東大震災後
1923年（大正12年）9月1日に関東地震（関東大震災）が発生すると、大きな被害を受けた東京市と横浜市の人口が減少し、移住者の多かった大阪市と名古屋市の人口が急増した。震災によって被災した東京市の人口は減ったが、震災の影響が少なかった隣接郡の人口は急増した。すなわち、東京では「天災によるドーナツ化現象」が発生した。
1925年（大正14年）4月1日には大阪市が隣接2郡45町村を編入して市域を3倍以上に拡大し (57.05 km2 → 185.13 km2)、大大阪時代が幕を明けた。合併後の大阪市の面積は東京市の約2.3倍となり、同年の国勢調査人口では大阪市（211万4804人）が東京市（199万5567人）を上回り、六大都市の人口順は大阪市・東京市・名古屋市・京都市・神戸市・横浜市となった。

### 六大都市への大都市制度導入（昭和初期）
1927年（昭和2年）4月1日には横浜市、1931年（昭和6年）9月1日には神戸市にも区制が施行され、六大都市とされた市の全てに大都市制度が導入された。1932年（昭和7年）10月1日、東京市は隣接5郡82町村を編入して領域を拡大し(81.24 km2 → 550.85 km2)、人口で再び大阪市を超え、大東京市の時代を迎えた。合併後の東京市の面積は大阪市の約3倍となった。
1943年（昭和18年）7月1日には、東京都制が施行され、東京府と東京市が廃止されて東京都が置かれた（これ以降、東京都内に置かれた区の範囲を東京都区部と記載する）。これにより「六大都市」から東京市を除いた5都市が「五大都市」と呼ばれるようになった。なお、六大都市の呼称はこの後も用いられた。
この時期は各地に大都市が育ち、また都市の編纂が相次いだ為、三大都市の定義が困難である。ただし、関東大震災から大東京市の成立までの間の人口上位3都市は、それぞれの順位が入れ替わることはあったが、大阪市・東京市→東京都区部・名古屋市であった。

### 戦後復興期
戦中に大規模な空襲を受けなかった京都市を含め、六大都市は全て人口が減少した。その結果、戦後復興期（戦後占領期）の人口上位3都市は東京都区部・大阪市・京都市となった。復興が進むにつれて、東京都区部・大阪市・名古屋市が三大都市となった。

### 高度経済成長期（昭和中期）
計画的な地域開発を目的として首都圏整備法（1956年制定）、近畿圏整備法（1963年制定）、中部圏開発整備法（1966年制定）が公布され三大都市を中心とした三大都市圏が定義された。都心の地価が高騰したため東京都区部や大阪市の人口は一時減少し、名古屋市の人口も停滞。その代わりに郊外に衛星都市が形成され都市圏そのものは肥大化していった。そうした中で1970年代に横浜市の人口が大阪市や名古屋市を超えた（都道府県庁所在地と政令指定都市の人口順位を参照）。
そのため市区の人口と経済活動の規模が一致するとは限らなくなった。

## 三都（江戸時代）
江戸時代の三大都市は、大坂・京・江戸であり、総じて「三都」と呼ばれていた。
それぞれの都を表して『大坂の食い倒れ』『京の着倒れ』『江戸の呑み倒れ』という言葉がある。
1590年（天正18年）に徳川家康が江戸城を居城としてから江戸の発展が始まるが、それでも江戸幕府が置かれた当時の人口順では京・大坂・江戸だった（江戸の人口#江戸時代初期の人口参照）。山城国の京、および、摂津国の大坂はいずれも畿内にあり、合わせて「上方」と呼ばれた（下り物参照）。
大坂の陣（1614年/1615年）により、人口順は京・江戸・大坂に変化した。
大坂は近世日本における物流の中心地（天下の台所）、京は日本最大の工業都市として発展し、江戸は出来たばかりだったが、日本最大の知行地（700万石とも言われる）を持つ幕府の在所であるのみならず、当初は自発的だった参勤交代が1635年（寛永12年）の「武家諸法度」によって制度化されると、各藩の大名と従者が隔年で集住するため、当時の日本で最も富裕層が集まる都市となり、大消費地となった。
17世紀中頃になると、江戸の人口が京の人口を抜いた。さらに元禄年間の1700年頃には大坂の人口が京の人口を抜き、以降幕末まで人口順では江戸・大坂・京となった。
江戸の人口増の背景として、大消費地を支える商業従事者の増加のほか、飢饉や貧困で営農放棄した農民の流入も言われている。また、火事（大火）が発生し易い気候の土地に造られた都市であったため建設業が発達し、大工や細工師などの工人を多く吸引したとも言われる。
また、駿府政権時代の駿府（現在の静岡市葵区）は駿府九十六ヶ町と呼ばれる街区が整備され、江戸（人口15万人）に次ぐ人口12万人を擁し、世界屈指の大都市として機能していた。そのため三都を江戸・上方（京・大坂）・駿府とする場合もある。

## 三市（開国 - 明治中期）
開国以降、「開港5港」と呼ばれる国際貿易港のある都市の人口が急増した。また、明治時代に入って富国強兵が推進されると、近代工業都市、軍が置かれた都市、鉄道流通の拠点都市などの人口も増加した。しかし、明治期においてはまだ三都が人口の上位を占めていた。1889年（明治22年）4月1日の市制施行後の三大都市は、東京市・大阪市・京都市であり、「三市」と呼ばれた。
なお、京都のほかに東京にも皇居が設けられたこと、また、事実上天皇が東京に居を移したこともあり、当時の法律において三市を記載する順は「東京市・京都市・大阪市」であった。

## 世界的な視点
アメリカの経営コンサルティング会社A.T.カーニーが2020年に発表したグローバル都市指標のレポートでは、ビジネス活動・人的資本・情報流通・文化的経験・政治的関与といった総合的な観点で世界都市を順位付けし、東京は4位、大阪は35位、名古屋は78位と評価された。
アメリカの総合不動産大手JLLが2018年に発表した世界都市ランキングにおいて、不動産の観点で東京は世界最上位の都市の１つとして位置づけられ、国内都市では次いで京都が「新たな世界都市」「インフルエンサー」に、続いて大阪と名古屋が「国内成長エンジン」に分類されている。
イギリスのシンクタンクZ/Yenグループが2021年に発表した世界金融センター指標によると、東京は世界7位（アジア5位）、大阪は世界32位(アジア9位)の金融センターと評価された。
また、日本のシンクタンクの森記念財団都市戦略研究所（森ビル）が2019年に発表した「世界の都市総合力ランキング」（GPCI）においては、評価対象になった都市の中で東京は3位、大阪は29位、福岡は42位と位置付けられた。ただし森記念財団の調査には正確性と客観性について国外から疑問の声もある。なお、名古屋は2012年の指標において低い評価が点いたが、2013年以降は評価対象外となっている。

## 六大都市の人口の変遷
以下三大都市を含む、明治以降の六大都市の行政域内人口の変遷をまとめる。なお1918年と1920年の間で都市人口が大幅に減少したように見えるが、これは人口統計の基礎が戸籍による現住人口から国勢調査による現在人口へと変更されたからであり、実際の人口は減少していない。現住人口は本籍人口に対して出入寄留者などを加除することで計算されるが、入寄留者が出寄留者を大幅に上回ることとなった寄留届の不備などにより、年々実際の人口と現住人口の解離が増すこととなった。参考までに1908年と1913年に関しては警察署が各管轄内で把握していた警察署調査現住人口を別途掲載するが、これらは内務省調査の現住人口よりも実際の人口に近いと考えられている。
| 西暦(元号)               | 資料                 | 人口統計           | 東京       | 大阪      | 京都      | 名古屋    | 横浜      | 神戸      |
| ------------------------ | -------------------- | ------------------ | ---------- | --------- | --------- | --------- | --------- | --------- |
| 1873年(明治6年)1月1日    | 日本地誌提要         | 本籍/現住人口      | 595,905    | 272,992   | 238,663   | 125,193   | 64,602    | 40,900    |
| 郡区町村制施行           | 郡区町村制施行       | 郡区町村制施行     | 東京十五区 | 大阪四区  | 京都二区  | 名古屋区  | 横浜区    | 神戸区    |
| 1879年(明治12年)1月1日   | 日本全国郡区分人口表 | 本籍人口           | 671,335    | 291,565   | 232,683   | 111,783   | 46,187    | 44,368    |
| 1880年(明治13年)1月1日   | 日本全国人口表       | 本籍人口           | 672,331    | 287,988   | 234,532   | 114,898   | 41,556    | 47,429    |
| 1881年(明治14年)1月1日   | 日本全国人口表       | 本籍人口           | 687,893    | 291,086   | 236,038   | 117,419   | 46,456    | 48,786    |
| 1882年(明治15年)1月1日   | 日本全国戸口表       | 本籍人口           | 693,193    | 293,589   | 238,069   | 119,009   | 50,350    | 50,718    |
| 1883年(明治16年)1月1日   | 日本全国戸口表       | 本籍人口           | 698,377    | 297,358   | 239,566   | 121,344   | 52,597    | 52,415    |
| 1884年(明治17年)1月1日   | 日本全国戸口表       | 本籍人口           | 714,223    | 300,662   | 242,040   | 123,056   | 54,479    | 54,421    |
| 1885年(明治18年)1月1日   | 日本全国戸口表       | 本籍人口           | 729,401    | 306,041   | 243,120   | 123,903   | 56,941    | 57,723    |
| 1886年(明治19年)1月１日  | 日本全国民籍戸口表   | 現住人口           | 989,826    | 385,987   | 249,331   | 130,557   | 90,430    | 78,274    |
| 1886年(明治19年)12月31日 | 日本帝国民籍戸口表   | 現住人口           | 1,121,883  | 361,694   | 245,675   | 131,492   | 89,545    | 80,446    |
| 1887年(明治20年)12月31日 | 日本帝国民籍戸口表   | 現住人口           | 1,165,048  | 432,005   | 264,559   | 149,756   | 115,012   | 103,969   |
| 1888年(明治21年)12月31日 | 日本帝国民籍戸口表   | 現住人口           | 1,313,299  | 442,658   | 275,780   | 154,981   | 118,947   | 115,954   |
| 市制施行                 | 市制施行             | 市制施行           | 東京市     | 大阪市    | 京都市    | 名古屋市  | 横浜市    | 神戸市    |
| 1889年(明治22年)12月31日 | 日本帝国民籍戸口表   | 現住人口           | 1,389,684  | 476,271   | 279,792   | 162,767   | 121,985   | 135,639   |
| 1890年(明治23年)12月31日 | 日本帝国民籍戸口表   | 現住人口           | 1,155,290  | 473,541   | 289,588   | 170,433   | 127,987   | 136,968   |
| 1891年(明治24年)12月31日 | 日本帝国民籍戸口表   | 現住人口           | 1,161,800  | 483,609   | 297,527   | 179,174   | 132,627   | 142,965   |
| 1892年(明治25年)12月31日 | 日本帝国民籍戸口表   | 現住人口           | 1,180,569  | 479,546   | 308,266   | 185,776   | 143,754   | 148,625   |
| 1893年(明治26年)12月31日 | 日本帝国民籍戸口表   | 現住人口           | 1,214,113  | 482,961   | 317,270   | 194,796   | 152,451   | 153,382   |
| 1894年(明治27年)12月31日 | 日本帝国民籍戸口表   | 現住人口           | 1,242,224  | 488,937   | 328,411   | 206,742   | 160,439   | 158,993   |
| 1895年(明治28年)12月31日 | 日本帝国民籍戸口表   | 現住人口           | 1,268,930  | 487,184   | 340,101   | 215,083   | 170,252   | 161,130   |
| 1896年(明治29年)12月31日 | 日本帝国民籍戸口表   | 現住人口           | 1,299,941  | 503,690   | 341,101   | 242,085   | 179,502   | 184,194   |
| 1897年(明治30年)12月31日 | 日本帝国民籍戸口表   | 現住人口           | 1,333,256  | 753,375   | 332,374   | 252,699   | 188,455   | 194,598   |
| 1898年(明治31年)12月31日 | 日本帝国人口統計     | 現住人口           | 1,440,121  | 821,235   | 353,139   | 244,145   | 193,762   | 215,780   |
| 1903年(明治36年)12月31日 | 日本帝国人口静態統計 | 現住人口           | 1,818,655  | 995,945   | 380,568   | 288,639   | 326,035   | 285,002   |
| 1908年(明治41年)12月31日 | 日本帝国人口静態統計 | 現住人口           | 2,186,079  | 1,226,647 | 442,462   | 378,231   | 394,303   | 378,197   |
| 1908年(明治41年)12月31日 | 日本帝国人口静態統計 | 警察署調査現住人口 | 1,488,245  | 993,003   | 378,966   | 295,897   | 245,307   | 327,555   |
| 1913年(大正2年)12月31日  | 日本帝国人口静態統計 | 現住人口           | 2,050,126  | 1,395,823 | 509,380   | 452,043   | 397,574   | 442,167   |
| 1913年(大正2年)12月31日  | 日本帝国人口静態統計 | 警察署調査現住人口 | 1,650,573  | 1,054,840 | 414,838   | 351,120   | 288,697   | 362,844   |
| 1918年(大正7年)12月31日  | 日本帝国人口静態統計 | 現住人口           | 2,347,442  | 1,641,580 | 670,357   | 436,609   | 447,423   | 592,726   |
| 1920年(大正9年)10月1日   | 国勢調査             | 現在人口           | 2,173,201  | 1,252,983 | 591,323   | 429,997   | 422,938   | 608,644   |
| 1925年(大正14年)10月1日  | 国勢調査             | 現在人口           | 1,995,567  | 2,114,804 | 679,963   | 768,558   | 405,888   | 644,212   |
| 1930年(昭和5年)10月1日   | 国勢調査             | 現在人口           | 2,070,913  | 2,453,573 | 765,142   | 907,404   | 620,306   | 787,616   |
| 1935年(昭和10年)10月1日  | 国勢調査             | 現在人口           | 5,875,667  | 2,989,874 | 1,080,593 | 1,082,816 | 704,290   | 912,179   |
| 1940年(昭和15年)10月1日  | 国勢調査             | 現在人口           | 6,778,804  | 3,252,340 | 1,089,726 | 1,328,084 | 968,091   | 967,234   |
| 東京都制施行             | 東京都制施行         | 東京都制施行       | 特別区部   | 大阪市    | 京都市    | 名古屋市  | 横浜市    | 神戸市    |
| 1944年(昭和19年)2月22日  | 人口調査             | 現在人口           | 6,558,161  | 2,833,344 | 964,466   | 1,344,100 | 1,019,466 | 918,032   |
| 1945年(昭和20年)11月1日  | 人口調査             | 現在人口           | 2,777,010  | 1,102,959 | 866,153   | 597,941   | 624,994   | 379,166   |
| 1946年(昭和21年)4月26日  | 人口調査             | 現在人口           | 3,442,106  | 1,293,501 | 914,655   | 719,382   | 706,557   | 443,344   |
| 1947年(昭和22年)10月1日  | 臨時国勢調査         | 現在人口           | 4,177,548  | 1,559,310 | 999,660   | 853,085   | 814,379   | 607,079   |
| 1948年(昭和23年)8月1日   | 常住人口調査         | 常住人口           | 4,555,565  | 1,690,072 | 1,040,127 | 915,725   | 859,324   | 644,217   |
| 1950年(昭和25年)10月1日  | 国勢調査             | 常住人口           | 5,385,071  | 1,956,136 | 1,101,854 | 1,030,635 | 951,189   | 765,435   |
| 1955年(昭和30年)10月1日  | 国勢調査             | 常住人口           | 6,969,104  | 2,547,316 | 1,204,084 | 1,336,780 | 1,143,687 | 979,305   |
| 1960年(昭和35年)10月1日  | 国勢調査             | 常住人口           | 8,310,027  | 3,011,563 | 1,284,818 | 1,591,935 | 1,375,710 | 1,113,977 |
| 1965年(昭和40年)10月1日  | 国勢調査             | 常住人口           | 8,893,094  | 3,156,222 | 1,365,007 | 1,935,430 | 1,788,915 | 1,216,666 |
| 1970年(昭和45年)10月1日  | 国勢調査             | 常住人口           | 8,840,942  | 2,980,487 | 1,419,165 | 2,036,053 | 2,238,264 | 1,288,937 |
| 1975年(昭和50年)10月1日  | 国勢調査             | 常住人口           | 8,646,520  | 2,778,987 | 1,461,059 | 2,079,740 | 2,621,771 | 1,360,605 |
| 1980年(昭和55年)10月1日  | 国勢調査             | 常住人口           | 8,351,893  | 2,648,180 | 1,473,065 | 2,087,902 | 2,773,674 | 1,367,390 |
| 1985年(昭和60年)10月1日  | 国勢調査             | 常住人口           | 8,354,615  | 2,636,249 | 1,479,218 | 2,116,381 | 2,992,926 | 1,410,834 |
| 1990年(平成2年)10月1日   | 国勢調査             | 常住人口           | 8,163,573  | 2,623,801 | 1,461,103 | 2,154,793 | 3,220,331 | 1,477,410 |
| 1995年(平成7年)10月1日   | 国勢調査             | 常住人口           | 7,967,614  | 2,602,421 | 1,463,822 | 2,152,184 | 3,307,136 | 1,423,792 |
| 2000年(平成12年)10月1日  | 国勢調査             | 常住人口           | 8,134,688  | 2,598,774 | 1,467,785 | 2,171,557 | 3,426,651 | 1,493,398 |
| 2005年(平成17年)10月1日  | 国勢調査             | 常住人口           | 8,489,653  | 2,628,811 | 1,474,811 | 2,215,062 | 3,579,628 | 1,525,393 |
| 2010年(平成22年)10月1日  | 国勢調査             | 常住人口           | 8,945,695  | 2,665,314 | 1,474,015 | 2,263,894 | 3,688,773 | 1,544,200 |
| 2015年(平成27年)10月1日  | 国勢調査             | 常住人口           | 9,272,740  | 2,691,185 | 1,475,183 | 2,295,638 | 3,724,844 | 1,537,272 |
| 2020年(令和2年)10月1日   | 国勢調査             | 常住人口           | 9,733,276  | 2,752,412 | 1,463,723 | 2,332,176 | 3,777,491 | 1,525,152 |